# نینا گیرادو
ماریفیل نینا گیرادو معروف به نینا گیرادو (متولد ۱ نوامبر ۱۹۸۰) خواننده، ترانه‌سرا، تهیه‌کننده موسیقی و شخصیت تلویزیونی و رادیویی فیلیپینی است.
ماریفیل نینا گیرادو در ۱ نوامبر ۱۹۸۰ در پسای، مترو مانیل، فیلیپین به دنیا آمد. وقتی نینا نزدیک بود پنج ساله شود، شروع به خواندن برای یک تک آهنگ لیا سلانگا کرد که از رادیو شنید و پدرش متوجه شد.

## دیسکوگرافی
- بهشت (۲۰۰۲)
- لبخند (۲۰۰۳)
- نینا زنده! (۲۰۰۵)
- نینا (۲۰۰۶) (در سال ۲۰۰۷ با عنوان Nina Featuring Hits of Barry Manilow منتشر شد)
- نینا آهنگ‌های دیان وارن را می‌خواند (۲۰۰۸)
- بازنمایی‌های روح (۲۰۰۹)
- زنده بمان (۲۰۱۱)
- همه خوب (۲۰۱۳)

## فیلم‌شناسی
- مسیکپ سا دیبدیب (۲۰۰۴)
- یک رابطه پنهانی (۲۰۱۲)
- DAD: Durugin ang Droga (2017)